# 東日本デザイン&コンピュータ専門学校
東日本デザイン&コンピュータ専門学校（ひがしにほんデザインアンドコンピュータせんもんがっこう）とは、群馬県前橋市にある専門学校。学校法人山崎学園。

## 沿革
- 1967年 - 学校法人山崎学園設立
- 1982年 - 東日本ビジネスアカデミー開校（前橋市南町3-13-22）
- 1996年 - 校舎を現在の場所へ移転（前橋市小屋原町1098-1）
- 2005年 - 現校名に変更
- 2014年 - 文部科学省職業実践専門課程に認定される

## 学科・コース
- デザイン学科（2年制 専門士）
  - アートクリエータコース
  - メディアクリエータコース
  - 雑貨・ファッションスタイリストコース

- コンピュータ学科（2年制 専門士）
  - 3DCGデザイナーコース
  - ゲームプログラマーコース
  - 情報システムコース

## 山崎学園グループ
- 東日本デザイン&コンピュータ専門学校
- 東日本ブライダル・ホテル・トラベル専門学校（2015年4月に校名変更 旧校名 東日本ホテルトラベル専門学校）
- 東日本栄養医薬専門学校
- 群馬調理師専門学校
- 東日本製菓技術専門学校
- 東日本調理師専門学校